# سایفون فیلتر: سایه لوگان
سایفون فیلتر: سایه لوگان (انگلیسی: Syphon Filter: Logan's Shadow) یک بازی ویدئویی در سبک مخفی‌کاری و تیراندازی سوم شخص است که توسط استودیو بند توسعه یافته و به‌وسیلهٔ سونی کامپیوتر انترتینمنت و در سال ۲۰۰۷ و در پلت‌فرم‌های پلی‌استیشن ۲ و پلی‌استیشن همراه منتشر شده‌است.